# Giải quần vợt Mỹ Mở rộng 2010 - Đôi nam xe lăn
Stéphane Houdet và Stefan Olsson là đương kim vô địch nhưng thất bại ngay tại vòng 1 trước cặp đôi Maikel Scheffers và Ronald Vink.

Cặp đôi người Hà Lan này trở thành nhà vô địch sau khi thắng 6–0, 6–0 trước Nicolas Peifer và Jon Rydberg trong trận chung kết.

## Hạt giống
1. Robin Ammerlaan /  Shingo Kunieda (Vòng 1, bỏ cuộc)
2. Stéphane Houdet /  Stefan Olsson (Vòng 1)

## Bốc thăm

### Từ viết tắt
| - Q = Vòng loại - WC = Đặc cách - LL = Thua cuộc may mắn - Alt = Thay thế - SE = Miễn đặc biệt | - PR = Bảo toàn thứ hạng - w/o = Thắng nhờ đối thủ rút lui trước trận đấu - r = Bỏ cuộc giữa trận đấu - d = Bị xử thua - SR = Xếp hạng đặc biệt |

### Nhánh thi đấu
|  | Bán kết | Bán kết                        | Bán kết                    | Bán kết                      | Bán kết |   |   | Chung kết | Chung kết | Chung kết | Chung kết | Chung kết |  |
|  |         |                                |                            |                              |         |   |   |           |           |           |           |           |  |
|  | 1       | Robin Ammerlaan Shingo Kunieda | w/o                        |                              |         |   |   |           |           |           |           |           |  |
|  | 1       | Robin Ammerlaan Shingo Kunieda | w/o                        |                              |         |   |   |           |           |           |           |           |  |
|  |         | Nicolas Peifer Jon Rydberg     |                            |                              |         |   |   |           |           |           |           |           |  |
|  |         |                                | Nicolas Peifer Jon Rydberg | 0                            | 0       |   |   |           |           |           |           |           |  |
|  |         |                                |                            |                              |         |   |   |           |           |           |           |           |  |
|  |         |                                |                            | Maikel Scheffers Ronald Vink | 6       | 6 |   |           |           |           |           |           |  |
|  |         | Maikel Scheffers Ronald Vink   | 6                          | Maikel Scheffers Ronald Vink | 6       | 6 | 6 |           |           |           |           |           |  |
|  |         |                                |                            |                              |         |   |   |           |           |           |           |           |  |
|  | 2       | Stéphane Houdet Stefan Olsson  | 2                          | 1                            |         |   |   |           |           |           |           |           |  |

## Liên kết khác
- Main Draw